# Vyšná Hutka
Vyšná Hutka (ungarisch Felsőhutka) ist eine Gemeinde im Osten der Slowakei mit 549 Einwohnern (Stand 31. Dezember 2024), die zum Okres Košice-okolie, einem Teil des Košický kraj, gehört und in der traditionellen Landschaft Abov liegt.

## Geographie
Die Gemeinde befindet sich im südöstlichen Teil des Talkessels Košická kotlina am linken Ufer der Torysa, oberhalb des Zusammenflusses mit dem linksseitigen Bach Lebenský potok. Das Ortszentrum liegt auf einer Höhe von 190 m n.m. und ist 13 Kilometer von Košice entfernt.
Nachbargemeinden sind Košická Polianka im Norden, Vyšný Čaj und Nižný Čaj im Osten, Nižná Hutka im Süden und Košice (Stadtteil Krásna) im Westen.

## Geschichte
Vyšná Hutka wurde zum ersten Mal 1293 als Felsewhwthka schriftlich erwähnt, weitere historische Bezeichnungen sind unter anderen Hutka Fabiani (1371), Felseő Hutka (1630) und Wissne Hutky (1773). Das Dorf war Besitz eines gewissen Fabián und dessen Nachfahren, ab 1383 wechselten sich mehrere Besitzer ab, im 18. Jahrhundert gehörten die Güter den Gutsherren von Barca. 1427 gab es drei Porta im Ort, 1772 wohnten hier 12 leibeigene Bauern-, fünf Häusler- und zwei Untermieterfamilien.
Bis 1918/1919 gehörte der im Komitat Abaúj-Torna liegende Ort zum Königreich Ungarn und kam danach zur Tschechoslowakei beziehungsweise heute Slowakei. Auf Grund des Ersten Wiener Schiedsspruchs lag er von 1938 bis 1945 noch einmal in Ungarn. Von 1986 bis 1990 war Vyšná Hutka zusammen mit Nižná Hutka Teil der Einheitsgemeinde Hutky.

## Bevölkerung
| Jahr                | 1994 | 2004    | 2014     | 2024     |
| ------------------- | ---- | ------- | -------- | -------- |
| Anzahl der Personen | 363  | 356     | 446      | 549      |
| Unterschied         |      | −1,92 % | +25,28 % | +23,09 % |

| Jahr                | 2023 | 2024    |
| ------------------- | ---- | ------- |
| Anzahl der Personen | 536  | 549     |
| Unterschied         |      | +2,42 % |

Gemäß der Volkszählung 2011 wohnten in Vyšná Hutka 437 Einwohner, davon 399 Slowaken, zwei Magyaren sowie jeweils ein Deutscher und Tscheche. 34 Einwohner machten keine Angabe zur Ethnie.
323 Einwohner bekannten sich zur römisch-katholischen Kirche, 29 Einwohner zur griechisch-katholischen Kirche, 11 Einwohner zur reformierten Kirche, sechs Einwohner zur Evangelischen Kirche A. B. sowie jeweils ein Einwohner zu den Siebenten-Tags-Adventisten und zur evangelisch-methodistischen Kirche. 29 Einwohner waren konfessionslos und bei 37 Einwohnern wurde die Konfession nicht ermittelt.

## Verkehr
Nach Vyšná Hutka führt nur die Straße 3. Ordnung 3366 als Abzweig der Straße 2. Ordnung 552 von Nižná Hutka heraus. Der nächste Bahnanschluss ist der Bahnhof Krásna nad Hornádom an der Bahnstrecke Čierna nad Tisou–Košice.